# Lysidice ninetta
Lysidice ninetta är en ringmaskart som beskrevs av Jean Victor Audouin och Milne-Edwards 1833. Lysidice ninetta ingår i släktet Lysidice och familjen Eunicidae. Arten har ej påträffats i Sverige. Inga underarter finns listade i Catalogue of Life.